# Cel Roșu
„Cel Roșu” (în limba engleză: „The Red One”) (1916) este o povestire științifico-fantastică de Jack London. A fost publicată prima dată în ediția din octombrie 1918 a revistei The Cosmopolitan, la doi ani după moartea lui London. Povestea a fost reprodusă în același an de către MacMillan, într-o colecție de povestiri cu același nume.
Drepturile de autor din SUA au expirat, iar povestirea este disponibilă la Proiectul Gutenberg.

## Prezentare
„The Red One” este povestită din perspectiva unui om de știință numit Bassett, care se află într-o expediție în jungla din Guadalcanal pentru a aduna fluturi.
Titlul face referire la o sferă roșie uriașă, de origine aparent extraterestră, la care localnicii se închină ca la un zeu și în numele căreia fac sacrificii umane. Bassett devine obsedat de această sferă și, în cele din urmă, se sacrifică.
Tema SF a povestirii i-a fost sugerată lui London de către prietenul său George Sterling: un mesaj este trimis de o civilizație extraterestră,  dar se pierde într-o regiune sălbatică a Pământului.

## Legături externe
- The Red One la Proiectul Gutenberg
- en  Istoria publicării lucrării Cel Roșu la Internet Speculative Fiction Database

## Vezi și
- Istoria științifico-fantasticului
- 1916 în literatură
- „The Unparalleled Invasion”